# Ceolwulf II. von Mercien

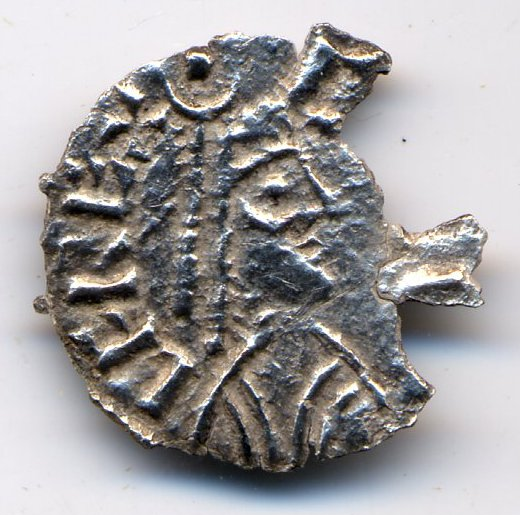

Ceolwulf († zwischen 881 und 883) war König des angelsächsischen Königreichs Mercia von 873 bis 879.

## Leben
Die dänische Wikingerarmee überwinterte 873/874 aus Lindsey kommend in Repton, dem traditionellen Begräbnisort der mercischen Könige. König Burgred floh vor den Dänen nach Rom und diese machten den schwachen Ealdorman Ceolwulf II., nachdem er Geiseln gestellt und Eide geschworen hatte, zu ihrem Vasallen-König in Mercia.
Etliche Adlige und auch Bischöfe, die bereits Urkunden seines Vorgängers Burgred bezeugt hatten, unterzeichneten auch Ceolwulfs Dokumente, wodurch seine Anerkennung in Mercia untermauert wurde.
Im Herbst 877 fielen die Dänen in Mercia ein und nahmen einen Teil der Ernte, den anderen Teil überließen sie Ceolwulf.
Ceolwulf scheint Wales angegriffen zu haben. Rhodri der Große und sein Sohn Gwriad wurden jedenfalls 878 bei Kämpfen gegen die Mercier getötet, und Ceolwulf war wahrscheinlich der Heerführer der Mercier. Anarawd ap Rhodri besiegte die Mercier bei Conway im Norden von Wales im Jahre 881. Dieses wurde als „Gottes Rache für Rhodri“ bezeichnet. Ceolwulf wurde möglicherweise in dieser Schlacht getötet, jedenfalls gibt es keine späteren Quellen mehr zu ihm. Spätestens 883 war er mit Sicherheit bereits gestorben.